# 勒布瓦埃兰
勒布瓦埃兰（法語：Le Bois-Hellain，法語發音：[lə bwa elɛ̃]）是法国厄尔省的一个市镇，属于贝尔奈区。

## 地理
勒布瓦埃兰（49°16'44"N, 0°23'22"E）面积3.2 平方千米，位于法国诺曼底大区厄尔省，该省份为法国北部内陆省份，北起滨海塞纳省，西接奧恩省和卡爾瓦多斯省，南至厄尔-卢瓦省，东临瓦兹省、瓦兹河谷省和伊夫林省。
与勒布瓦埃兰接壤的市镇（或旧市镇、城区）包括：博讷维尔拉卢韦、拉沙佩勒拜韦勒、马尔坦维尔。

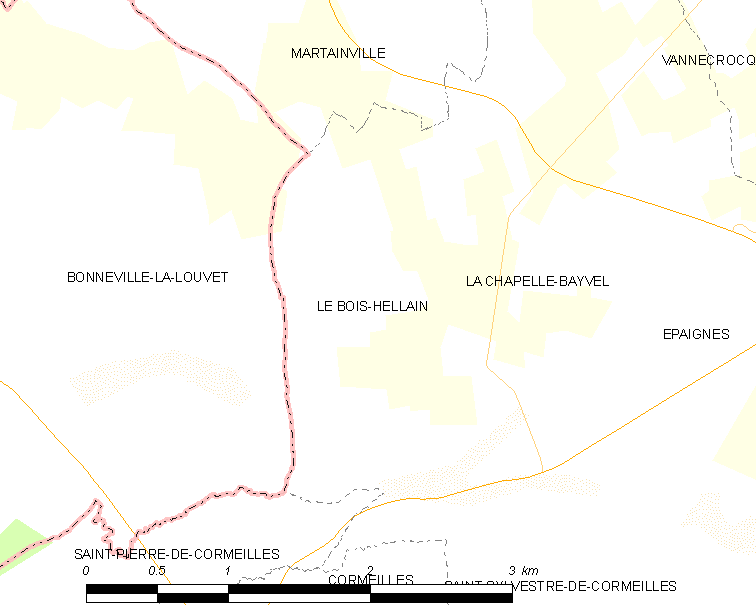
勒布瓦埃兰的OSM定位图

勒布瓦埃兰的时区为UTC+01:00、UTC+02:00（夏令时）。

## 行政
勒布瓦埃兰的邮政编码为27260，INSEE市镇编码为27071。

## 政治
勒布瓦埃兰所属的省级选区为伯兹维尔县。

## 人口

1962-2008年间勒布瓦埃兰人口变化图示

勒布瓦埃兰于2022年1月1日时的人口数量为210人。